# Scotti Hill
Scotti Hill (nascido Scott Lawrence Mulvehill, Manhasset, Nova Iorque, 31 de maio de 1964) é um guitarrista estadunidense, membro da banda de hard rock e heavy metal Skid Row.